# Piotr Zakrzewski (matematyk)
Piotr Andrzej Zakrzewski (ur. 17 września 1958) – polski matematyk, profesor nauk matematycznych. Specjalizuje się w kombinatorycznej i opisowej teorii mnogości oraz jej zastosowaniach w topologii i teorii miary. Profesor nadzwyczajny w Instytucie Matematyki Wydziału Matematyki, Informatyki i Mechaniki Uniwersytetu Warszawskiego.

## Życiorys
Jest synem profesora fizyki Janusza Zakrzewskiego. Studia matematyczne ukończył na Uniwersytecie Warszawskim, gdzie następnie został zatrudniony i zdobywał kolejne awanse akademickie. Stopień doktorski uzyskał w 1986 na podstawie pracy przygotowanej pod kierunkiem prof. Wojciecha Guzickiego. Habilitował się w 1993 na podstawie oceny dorobku naukowego i rozprawy pt. Kombinatoryczne warunki istnienia miar niezamienniczych. Tytuł naukowy profesora nauk matematycznych otrzymał w 2011. Członek Polskiego Towarzystwa Matematycznego.

## Publikacje
Wraz z W. Guzickim napisał podręcznik Wykłady ze wstępu do matematyki. Wprowadzenie do teorii mnogości (Wydawnictwo Naukowe PWN, Warszawa 2005, ISBN 83-01-14415-7) oraz ćwiczenia pt. Wstęp do matematyki. Zbiór zadań (wyd. PWN, Warszawa 2005, ISBN 83-01-14544-7). Swoje prace publikował w takich czasopismach jak m.in.:
- „Journal of Applied Analysis”,
- „Advances in Mathematics”,
- „Fundamenta Mathematicae”,
- „Proceedings of the American Mathematical Society”,
- „Topology and its Applications”[8][9][10].